# Poospizopsis
Poospizopsis és un gènere d'ocells de la família dels tràupids (Thraupidae).

## Taxonomia
Segons la Classificació del Congrés Ornitològic Internacional (versió 14.2, 2024) aquest gènere està format per dues espècies:
- Xipiu pitgrís (Poospizopsis hypocondria d'Orbigny & Lafresnaye, 1837)
- Xipiu de ventre castany (Poospizopsis caesar Sclater, PL & Salvin, 1869)